# Кульнево (Перемышльский район)
Кульнево — деревня в Перемышльском районе Калужской области, в составе муниципального образования Сельское поселение «Деревня Горки».

## География
Расположена по берегам безымянного ручья, в шести километрах на запад от районного центра — села Перемышль. Рядом деревни Дементеевка, Прудищи.

## Население
| 2002 | 2010 |
| ---- | ---- |
| 5    | ↘2   |

## История
В атласе Калужского наместничества, изданного в 1782 году, упоминается и нанесено на карты сельцо Кульнево Перемышльского уезда, дворов 14 а душ по ревизии — 102.

Сельцо (вл.) Кульнево.., по обе строны Свинорскаго верха, три дома господских деревянных с плодовитыми садами, земля глинистая, хлеба и травы родится [по]средственно, крестьяне на пашне— Описания и алфавиты к Калужскому атласу
В 1858 году сельцо (вл.) Кульнево 1-го стана Перемышльского уезда, при колодцах, 14 дворов — 150 жителей, по правой стороне почтового Киевского тракта.
К 1914 году Кульнево — сельцо Рыченской волости Перемышльского уезда Калужской губернии. В 1913 году население 192 человек.
В годы Великой Отечественной войны деревня была оккупирована войсками Нацистской Германии с 8 октября по 26 декабря 1941 года. Освобождена в ходе Калужской наступательной операции частями 50-й армии генерал-лейтенанта И. В. Болдина.